# Destinus Ruta
Le Destinus Ruta est un drone militaire à réaction, conçu par la société aérospatiale Destinus de Payerne (Suisse) pour les forces armées ukrainiennes.

## Historique
Le drone Ruta est fabriqué par la société Destinus, fondée par un ingénieur russe nommé Mikhaïl Kokoritch, originaire de Sibérie.
Kokoritch se présente comme un « opposant actif » à Vladimir Poutine,. Il quitte son pays en 2012 pour s'installer aux États-Unis, où il crée une start-up spécialisée dans la fabrication de systèmes aériens sans pilote. Malgré son expérience dans le domaine de la haute technologie, il constate que sa nationalité russe jouait contre lui. Il déménage alors en Suisse, où celle-ci posait moins un problème. Il fonde en 2021 la start-up Destinus, dont le siège social était à Payerne dans le canton de Vaud. Puis il ouvre un bureau à Paris, et son siège est désormais en France. La start-up emploie 170 personnes en 2024 et possède des usines à Munich, Madrid et Hengelo aux Pays-Bas.
Kokoritch a déclaré fournir à l'Ukraine des drones pour sa guerre contre la Russie, son pays natal. Destinus est surtout connu pour ses ambitieux projets d’avion commercial hypersonique alimenté avec de l'hydrogène, présenté au salon du Bourget en 2023 puis à VivaTech,,, ou de drones hypersoniques (plus de Mach 5, ou 6170 km/h). Mais les drones sont des produits à double usage, ce qui signifie qu’ils peuvent répondre à des besoins civils et militaires,. Destinus a en parallèle une activité militaire, et a fourni à l'Ukraine dans le plus grand secret plusieurs centaines de drones depuis plus d’un an, a déclaré Kokoritch à Challenges,,,. Son entreprise dispose d’un portefeuille de plus de 100 modèles de grands drones, les Forces armées ukrainiennes étant son principal client, a-t-il déclaré. Challenges, en s’appuyant sur ses sources fiables, a révélé les noms des systèmes livrés par Destinus aux Ukrainiens. Le Lord a été le premier modèle livré, depuis le deuxième trimestre 2023, puis les drones Ruta et Hornet ont suivi à partir de 2024,. Le Lord a une portée de 2000 kilomètres et est utilisé pour des missions de renseignement, de brouillage et d’interception électromagnétique. Le Hornet est un chasseur de drones ultrarapide (300 km/h), qui servira aussi à cartographier des zones et servir de relais de télécommunication. Mikhaïl Kokoritch a expliqué à BFM Business : « Nous avons commencé à développer le Lord au début de l'année dernière [2022] et nous avons lancé la production en série à la fin de l'année. Nous avons commencé à développer le Ruta au cours du second semestre 2023 et prévoyons de le produire en série d'ici le milieu de l'année 2024. De même, nous avons commencé à développer le Hornet l'année dernière [2023] et devrions commencer la production de masse d'ici la fin de l'année. »
Kokoritch a affirmé dans un entretien à l'AFP qu’il faudra encore « cinq à sept ans » avant que Destinus ne construise son prototype d'avion autonome hypersonique, volant au-delà de Mach 5, soit 6100 km/h, à 30 kilomètres d'altitude, en consommant de l'hydrogène liquide, et sans aucune émission de gaz à effet de serre. Dans l’intervalle, la fourniture de drones à l'Ukraine constitue une « source initiale de revenus ». Avec la vente de turbines, elle a permis à Destinus de réaliser « un peu moins de 20 millions d'euros »" de chiffre d'affaires en 2023 et « plusieurs fois cela » en 2024, selon Kokorich.

## Conception
Le Ruta est un drone à réaction,. Il ressemble à un petit missile de croisière,. Le schéma publié par Destinus sur son site internet montre un long corps cylindrique, de section circulaire, aux extrémités arrondies. Une aile haute, parfaitement rectangulaire, est posée au-dessus du fuselage. À l’arrière, juste avant le cône de queue, le fuselage se termine par un empennage formé de trois petits stabilisateurs (un vertical, deux horizontaux) de taille égale, en flèche.
Le Ruta est décrit comme un drone d'attaque contre des cibles terrestres, avec une portée de 300 kilomètres,, mais il peut également effectuer des missions de reconnaissance tactique,, de renseignement, de surveillance, d’approvisionnement en fret d’urgence et même de formation pour l’entraînement de la défense antiaérienne comme cible volante,,. Les sources mentionnent que c’était son rôle d’origine. Ce n’est pas si rare, car plusieurs modèles de drones d’attaque suicide utilisés en Ukraine ont été créés de la même manière à partir de drones cibles. Destinus explique que le décollage est assisté par un booster, et que l’atterrissage (du moins, pour les missions qui impliquent un retour) est réalisé avec des parachutes, combinés avec des airbags qui se déploient. Les versions futures auront une option d’atterrissage vertical.